# بريدا
بريدا Breda  بلدية وبلدة بمقاطعة شمال برابنت، جنوبي هولندا.

## تاريخ
كانت بريدا إقطاعية تتبع لبيت برابانت من القرن الثاني عشر حتى 1404، عندما تحولت إلى ملكية بيت ناسو.
احتلت من قبل الإسبان سنة 1581 في عهد فيليب الثاني في ضل حرب الثمانين عام، وفي 1590 تم استرجاعها من قبل الهولنديين، واستمرت سيطرتهم على المدينة حتى 1625، عند قيام القوات الأسبانية بحصار المدينة والحصول عليها من جديد. جسد هذا الحدث من قبل فيلازكيز في لوحاته استسلام بريدا. استعاد الهولنديون المدينة سنة 1637.

## رياضة
تملك المدينة فريق ناك بريدا لكرة القدم، الذي يشارك في الدوري الهولندي الممتاز.

## طوبوغرافيا
خريطة طوبوغرافية هولندية لبلدية بريدا، مارس 2014، (تقرأ بعد ثلاث نقرات على الخريطة).

## توأمة
لبريدا اتفاقيات توأمة مع:
- فروتسواف

## أعلام
- فيرجيل فان ديك
- هاردويل
- كوري بروكين
- بيتر بروغل الأكبر
- تييستو